# Svenska serien 1912/1913 (fotboll)
Svenska serien 1912/1913 vanns av IFK Göteborg. Serien omfattade 10 omgångar. Seger gav två poäng, oavgjort gav en poäng och förlust gav 0 poäng.

## Poängtabell
| Nr | Lag            | S  | V | O | F | GM | IM | MS  | P  |
| -- | -------------- | -- | - | - | - | -- | -- | --- | -- |
| 1  | IFK Göteborg   | 10 | 7 | 2 | 1 | 25 | 9  | +16 | 16 |
| 2  | Örgryte IS     | 10 | 6 | 1 | 3 | 36 | 14 | +22 | 13 |
| 3  | AIK            | 10 | 6 | 0 | 4 | 23 | 27 | −4  | 12 |
| 4  | Djurgårdens IF | 10 | 5 | 0 | 5 | 19 | 25 | −6  | 10 |
| 5  | IFK Uppsala    | 10 | 3 | 1 | 6 | 22 | 23 | −1  | 7  |
| 6  | IFK Norrköping | 10 | 0 | 2 | 8 | 7  | 34 | −27 | 2  |